# Palazzo Gritti Morosini

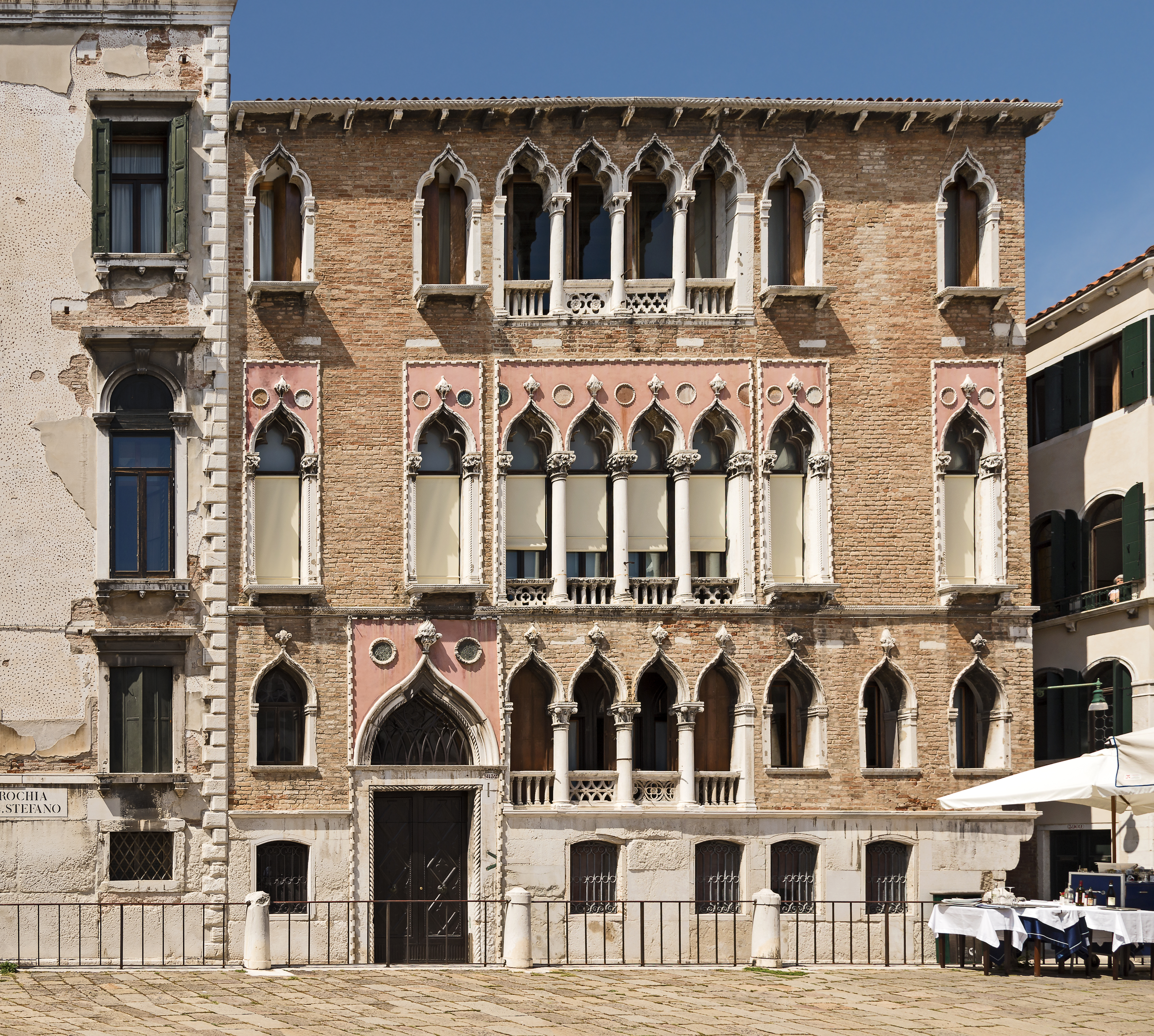
Palazzo Gritti Morosini

Palazzo Gritti Morosini ist ein Palast in Venedig in der italienischen Region Venetien. Er liegt im Sestiere San Marco mit Blick auf den Campo Sant'Angelo gegenüber dem Palazzo Duodo a Sant’Angelo.

## Geschichte und Beschreibung
Der Palast wurde vermutlich im 16. Jahrhundert in der vollen Blüte der Renaissance errichtet und stellt – laut Brusegan – ein Beispiel für die neugotische Architektur vor deren Benennung dar.
Drei gotische Kielbogen-Vierfachfenster zieren die Fassade, eines in jedem Geschoss und jedes unterschiedlich in Größe und Ausschmückung. Jedes von ihnen hat eine schön ausgearbeitete steinerne Brüstung. Die Marmorapplikationen und die mehrfarbigen Putzflächen, die die Fenster der Hauptgeschosse und das Portal umgeben, sind die wertvollsten Teile dieses Palastes.